# Фиделис дос Сантос, Жозе Мария
Жозе Мария Фиделис дос Сантос (порт.-браз. José Maria Fidélis dos Santos; 13 марта 1944, Сан-Жозе-дус-Кампус — 28 ноября 2012) — бразильский футболист, правый защитник.

## Карьера
Фиделис начал выступления в своём родном городе Сан-Жозе-дус-Кампус. В одном из матчей его команды «Коритинья до Жардим Паулиста», его заметил лейтенант бразильских ВВС, Тененте Кавалканти, который, в 1962 году, пригласил его в клуб «Бангу». Он дебютировал в составе клуба 23 июня 1963 года в матче турнира Инсинио против «Америки», завершившийся вничью 1:1. Всего в своём первом сезоне он провёл 4 игры. В следующем сезоне клуб возглавил Тим, который сделал ставку на правого защитника, который провёл 55 матчей, став по этому показателю, лучшим в команде. В следующем сезоне, 15 августа 1965 года, в матче с «Флуминенсе» (2:2), Фиделис забил свой первый гол в составе «Бангу». К 1966 году у «Бангу» подобралась очень сильная команда: 

«Это было необыкновенное время, хорошо подготовленные, игроки-друзья, где патрон (Кастор), правил бал». Фиделис

Клуб дошёл до финала чемпионата штата Рио-де-Жанейро, где обыграл со счётом 3:0 «Фламенго», а Фиделис, по его словам, провёл лучший матч в своей жизни. После этого он провёл ещё два сезона в клубе. Последний матч за «Бангу» Фиделис сыграл 1 декабря 1968 года против клуба «Атлетико Паранаэнсе» (2:2) на турнире Роберто Гомеса Педросы.
2 февраля 1969 года Фиделис был продан в клуб «Васко да Гама». Там Фиделис провёл 5 сезонов, выиграв свой второй титул чемпиона Рио, а также победил в чемпионате Бразилии. Затем он выступал за Америку, клуб «АБС», с которым победил в чемпионате штата Риу-Гранди-ду-Норти. Завершил карьеру Фиделис в клубе «Сан-Жозе» (Порту-Алегри), а затем работал тренером этого клуба.
Фиделис работал в футбольной школе в родном Сан-Жозе-дус-Кампус.
Умер 28 ноября 2012 года от рака желудка.

## Достижения
Игровые
- Чемпион штата Гуанабара (2): 1966, 1970
- Чемпион штата Риу-Гранди-ду-Норти (1): 1976
- Чемпион штата Мату-Гросу (1): 1978
- Чемпион Бразилии (1): 1974

Тренерские
- Чемпион штата Алагоас (1): 1985
- Чемпион штата Мату-Гросу-ду-Сул (1): 1986